# در گردان

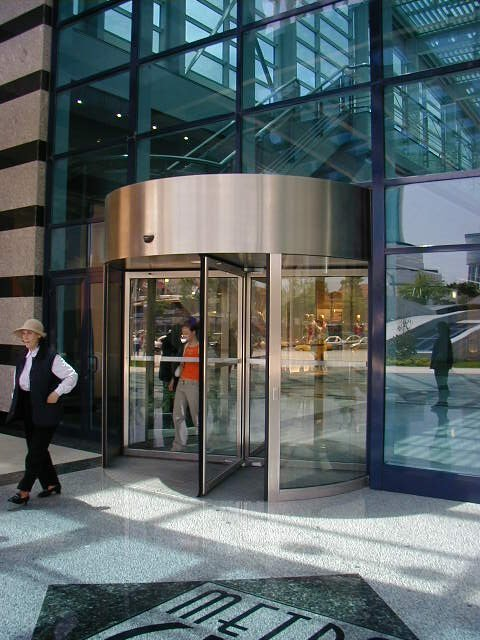
یک درب گردان در ترکیه

در گردان (انگلیسی: Revolving door)، نوعی در است که به‌طور معمول از سه یا چهار در تشکیل شده‌است و به یک میله مرکزی وصل شده و در اطراف یک محور عمودی درون یک محفظه استوانه ای می‌چرخد. درب‌های گردان از نظر صرفه جویی در مصرف انرژی کارآمد هستند و از دست دادن گرمایش یا سرمایش ساختمان را می‌کاهند. درب‌های گردان برای کاهش فشار اثر دودکش در ساختمان‌ها طراحی شده‌اند. ساختمان‌های بلند مرتبه فشار عظیمی را که ناشی از هجوم هوا به داخل ساختمان است، تجربه می‌کنند و از آن به عنوان فشار Stack Effect یاد می‌شود. در عین حال، درب‌های گردان به تعداد زیادی از افراد اجازه ورود و خروج را می‌دهند.